# Mario Corti (Skisportler)
Mario Corti war ein italienischer Skispringer und Nordischer Kombinierer.
Corti gewann 1909 bei den italienischen Meisterschaften im Skispringen die Silbermedaille hinter Paolo Kind und vor seinem Bruder Filippo Corti. In der Nordischen Kombination wurde er italienischer Meister. Im darauffolgenden Jahr gewann er erneut Gold in der Kombination sowie Gold im Skispringen.